# Gas de Lorentz

Una trayectoria en el gas de Lorentz

El gas de Lorentz es un gas ideal propuesto por primera vez por el físico neerlandés Hendrik Antoon Lorentz en 1905 para modelar la condición térmica y eléctrica de los metales. Supuso que los electrones de la banda de conducción se comportaban como un gas ideal sin interacción entre ellos hasta el momento en el que sufrían colisiones con los núcleos de los átomos, los cuales están prácticamente en las escalas de tiempo en que los electrones permanecen en una determinada área. De esta forma, el modelo de Lorentz consiste de un conjunto de obstáculos fijos (típicamente esferas duras), los cuales representan los núcleos atómicos en los vértices de una red y una partícula puntual (el electrón) la cual tiene movimiento libre hasta colisionar con uno de los obstáculos de la red. Cuando la colisión ocurre, la partícula se desvía siguiendo una reflexión especular. Para hacer este modelo, Lorentz hizo una aproximación de tipo Boltzmann, con lo que implícitamente supuso que la densidad de los núcleos atómicos era baja. Físicamente esto tiene sentido, si se reinterpretan los núcleos atómicos como defectos en una red, en vez de como iones. 
En los años subsecuentes y especialmente en las últimas décadas, se ha estudiado modificaciones a este modelo, donde se varía el tipo de red, la forma de los obstáculos, el número de dimensiones, las reglas de reflexión, la presencia de campos, ya sean eléctricos o magnéticos, etc. 
Además, este modelo ha sido relevante tanto en áreas de la física, como de las matemáticas. En física, el modelo resulta importante para estudiar problemas de transporte, en física estadística, en problemas de dispersión, simulaciones con dinámica molecular e incluso como modelo para estudiar un cristal fotónico. Por otra parte, en matemáticas, el modelo ha iluminado el campo de la probabilidad y los sistemas dinámicos. 

## Difusión en un gas de Lorentz
Uno de los principales problemas a tratarse en un gas de Lorentz, es el que tiene que ver con la difusión, es decir, con qué velocidad se dispersan las partículas dentro del sistema. Para estudiar esto, la mejor herramienta es el desplazamiento cuadrático medio. 
Asumiendo que un gas de Lorentz es un sistema ergódico (hecho que ha sido demostrado para el caso del billar de Sinai, el cual se verá en la siguiente sección), es posible reducir el problema de la difusión de partículas en un gas de Lorentz al de a una caminata aleatoria o equivalentemente, al del movimiento browniano, el cual presenta un desplazamiento cuadrático medio que es proporcional al tiempo. Es decir: 
{\displaystyle \langle \left(x(t)-x_{0}\right)^{2}\rangle \sim t.}
donde {\displaystyle x_{0}} es la posición inicial de la partícula. 
Así, típicamente los gases de Lorentz presentan difusión del tipo "normal", es decir, que esta ecuación se cumple. 

## Billar de Sinai
El billar de Sinai es un billar dinámico donde la frontera es un cuadrado en cuyo centro se encuentra un disco duro fijo. El billar surge de estudiar el comportamiento de dos discos que se desplazan dentro del billar cuadrado, reflejándose en los bordes del cuadrilátero y choques entre sí. Al eliminar el centro de masa como una variable de la configuración, la dinámica de dos discos que interactúan entre sí se reduce a la dinámica del billar de Sinai.
Este billar fue desarrollado por Yákov Sinái como un ejemplo de un sistema hamiltoniano interactivo que presenta propiedades físicas termodinámicas: es ergódico y tiene un exponente de Lyapunov positivo. 
Al reflejar la partícula en cualquiera de las paredes del cuadrado, sólo una de las componentes de la velocidad se ve afectada y de hecho simplemente cambia su signo. Por ejemplo, si la velocidad inicial de la partícula es {\displaystyle (v_{x},v_{y})} y colisiona en una de las paredes paralelas al eje x, entonces su velocidad final será {\displaystyle (v_{x},-v_{y})}. Sin embargo, debido a la simetría del sistema, esto es equivalente a aplicar condiciones periódicas a la frontera sobre el cuadrado, lo cual a su vez es equivalente a estudiar un gas de Lorentz cuya red es la red cuadrada. 
Esto es fácilmente generalizable a varias dimensiones y diferentes simetrías, como por ejemplo, la simetría hexagonal. 
En el caso de la red cuadrada, siempre existen algunas posiciones y velocidades iniciales, tales que las partículas dentro puedan viajar libremente por tiempo infinito. A las regiones donde esto sucede, se les conoce como canales. Por ejemplo, en una red cuadrada cuyos vértices coinciden con los puntos de coordenadas enteras en el plano, si la partícula inicialmente se encuentra en la posición {\displaystyle (0.5,0)} y su velocidad inicial es {\displaystyle (0,1)}, la partícula nunca experimentará una colisión, excepto en el caso donde el radio de los obstáculos es tal que la partícula se encuentra localizada, es decir, su desplazamiento cuadrático medio es una constante con respecto del tiempo. 
En el caso de la red triangular, esto no es verdadero. Existe un radio crítico {\displaystyle r_{c}} tal que si el radio {\displaystyle r>r_{c}} entonces no habrá canales, pero no necesariamente estará localizada la partícula.     
Cuando hay canales, se ha mostrado que el sistema no exhibe un comportamiento difusivo, sino más bien, uno de súper difusión débil, es decir: 
{\displaystyle \langle \left(x(t)-x_{0}\right)^{2}\rangle \sim tlog(t).}
Mientras que cuando el sistema no presenta canales, la difusión es de tipo normal.

## Gas de Lorentz cuasiperiódico
Un gas de Lorentz cuasiperiódico es un gas de Lorentz cuyos vértices de la red siguen una distribución dada por una función cuasiperiódica. Típicamente, esta red está relacionada con las posiciones de los átomos en un cuasicristal. 
En esta clase de billares se ha mostrado la existencia de tres regímenes de difusión: un régimen de difusión anómala donde el billar presenta canales tal como en el caso periódico; uno donde el billa exhibe difusión normal; y finalmente uno donde para tiempos finitos el billar exhibe subdifusión, es decir: 
{\displaystyle \langle \left(x(t)-x_{0}\right)^{2}\rangle \sim t^{\alpha }.}
Este último régimen se ha observado tanto en sistemas cuasiperiódicos como en sistemas desordenados.